# The Last Lion (häst)
The Last Lion, född 12 februari 2014 på Irland, död 26 mars 2022 i Storbritannien, var ett engelskt fullblod, mest känd för att ha segrat i fyra större löp som tvååring 2016.

## Bakgrund
The Last Lion var en brun hingst (senare valack) efter Choisir och under Mala Mala (efter Brief Truce). Han föddes upp av Barronstown Stud & Mrs T Stack och ägdes av John Brown & Megan Dennis. Han tränades under tävlingskarriären av Mark Johnston.
The Last Lion sprang in totalt 229 280 pund på 14 starter, varav 4 segrar, 4 andraplatser och 3 tredjeplatser. Han tog karriärens största segrar i Brocklesby Stakes (2016), Dragon Stakes (2016), Sirenia Stakes (2016) och Middle Park Stakes (2016).

## Karriär
The Last Lion började att tävla som tvååring 2016, och var en av de mest framgångsrika tvååringarna i sin kull i Storbritannien. Som tvååring lyckades han segra i Brocklesby Stakes, Dragon Stakes och Sirenia Stakes innan han segrade i grupp 1-löpet Middle Park Stakes.
Totalt tog han fyra segrar, fyra andraplatser och två tredjeplatser på tio starter som tvååring. I slutet av 2016 såldes han och avslutade sin tävlingskarriär för att stallas upp som avelshingst på Irland.

### Död
The Last Lion led av fertilitetsproblem och gjorde ingen inverkan som avelshingst. Efter att ha blivit valack gjorde han comeback på tävlingsbanorna som sjuåring 2021. Hans comeback blev misslyckad, och han var tvungen att avlivas efter att ha skadat sig under ett löp på Kempton Park den 26 mars 2022.

## Stamtavla
| Efter Choisir (AUS) 1999   | Danehill Dancer (IRE) 1993 | Danehill      | Danzig             |
| Efter Choisir (AUS) 1999   | Danehill Dancer (IRE) 1993 | Danehill      | Razyana            |
| Efter Choisir (AUS) 1999   | Danehill Dancer (IRE) 1993 | Mira Adonde   | Sharpen Up         |
| Efter Choisir (AUS) 1999   | Danehill Dancer (IRE) 1993 | Mira Adonde   | Lettre d'Amore     |
| Efter Choisir (AUS) 1999   | Great Selection (AUS) 1990 | Lunchtime     | Silly Season       |
| Efter Choisir (AUS) 1999   | Great Selection (AUS) 1990 | Lunchtime     | Great Occasion     |
| Efter Choisir (AUS) 1999   | Great Selection (AUS) 1990 | Pensieve Mood | Biscay             |
| Efter Choisir (AUS) 1999   | Great Selection (AUS) 1990 | Pensieve Mood | Staid              |
| Undan Mala Mala (IRE) 1998 | Brief Truce (USA) 1989     | Irish River   | Riverman           |
| Undan Mala Mala (IRE) 1998 | Brief Truce (USA) 1989     | Irish River   | Irish Star         |
| Undan Mala Mala (IRE) 1998 | Brief Truce (USA) 1989     | Falafel       | Northern Dancer    |
| Undan Mala Mala (IRE) 1998 | Brief Truce (USA) 1989     | Falafel       | Queen's Statute    |
| Undan Mala Mala (IRE) 1998 | Breyani (IRE) 1987         | Commanche Run | Run the Gantlet    |
| Undan Mala Mala (IRE) 1998 | Breyani (IRE) 1987         | Commanche Run | Volley             |
| Undan Mala Mala (IRE) 1998 | Breyani (IRE) 1987         | Molokai       | Prince Tenderfoot  |
| Undan Mala Mala (IRE) 1998 | Breyani (IRE) 1987         | Molokai       | Cake (Family 13-e) |